# John Sivebæk
John Sivebæk (ur. 25 października 1961 w Vejle) – duński piłkarz grający na pozycji obrońcy lub pomocnika.

## Kariera
Swoją karierę rozpoczął od klubu z rodzinnego miasta Vejle BK w 1979 roku. Rok później wygrał z tym klubem Puchar Danii, a dwa lata później – zadebiutował w reprezentacji Danii w maju 1982 przeciwko Szwecji i wziął z nią udział w EURO 1984 (zagrał 4 mecze).
Po tym, jak zdobył ze swoim klubem mistrzostwo Danii, trafiła się okazja wyjazdu na Wyspy Brytyjskie. Z jego usług skorzystał wtedy sam Manchester United, w którym grał już Jesper Olsen. John spędził tam jeden sezon. Odszedł po Mundialu 86', gdzie rozegrał dwa z czterech meczów w barwach swojego kraju.
W 1987 wyjechał do Francji, aby grać w AS Saint-Étienne, które właśnie powróciło do Ligue 1. Podczas pobytu w tym klubie wprawdzie nie zdobył żadnego ważnego tytułu, ale był pewnym ogniwem zespołu Roberta Herbina (129 meczów, 1 gol) i brał udział w swojej kolejnej ważnej imprezie – Mistrzostwach Europy 1988 (3 występy). Jego kolejnym klubem stało się AS Monaco, gdzie nie miał już tylu szans do gry w pierwszym składzie.
Jego najważniejszym osiągnięciem w czasie całej kariery piłkarskiej było zdobycie tytułu mistrza Europy po EURO 1992. W turnieju zagrał pełne 90 minut w czterech pierwszych meczach, pomógł w znaczącym stopniu w dojściu do finału. Z reprezentacją Niemiec zagrał tylko część spotkania, ponieważ doznał kontuzji i został zastąpiony przez Clausa Christiansena. Piękne zwycięstwo 2-0 oglądał z ławki.
Jako 31-latek odszedł do Pescary Calcio, gdzie grał dwa sezony. Na stare lata powrócił do Danii, aby zagrać w Vejle BK oraz Aarhus GF. Karierę zakończył w roku 1997.
W reprezentacji Danii zagrał 87 razy, strzelił 1 gola.
| Sezon   | Klub              | Kraj    | Rozgrywki    | Mecze | Bramki |
| ------- | ----------------- | ------- | ------------ | ----- | ------ |
| 1979/80 | Vejle BK          | Dania   | 1. division  | 29    | 4      |
| 1980/81 | Vejle BK          | Dania   | 1. division  | 30    | 10     |
| 1981/82 | Vejle BK          | Dania   | 1. division  | 27    | 3      |
| 1982/83 | Vejle BK          | Dania   | 1. division  | 30    | 3      |
| 1983/84 | Vejle BK          | Dania   | 1. division  | 29    | 0      |
| 1984/85 | Vejle BK          | Dania   | 1. division  | 29    | 0      |
| 1985/86 | Manchester United | Anglia  | Division One | 3     | 0      |
| 1986/87 | Manchester United | Anglia  | Division One | 28    | 1      |
| 1987/88 | AS Saint-Étienne  | Francja | Division 1   | 30    | 0      |
| 1988/89 | AS Saint-Étienne  | Francja | Division 1   | 34    | 0      |
| 1989/90 | AS Saint-Étienne  | Francja | Division 1   | 35    | 0      |
| 1990/91 | AS Saint-Étienne  | Francja | Division 1   | 30    | 1      |
| 1991/92 | AS Monaco         | Francja | Division 1   | 23    | 0      |
| 1992/93 | Pescara Calcio    | Włochy  | Serie A      | 27    | 1      |
| 1993/94 | Pescara Calcio    | Włochy  | Serie B      | 34    | 1      |
| 1994/95 | Vejle BK          | Dania   | 1. division  | ?     | ?      |
| 1995/96 | Vejle BK          | Dania   | Superligaen  | 28    | 0      |
| 1996/97 | Aarhus GF         | Dania   | Superligaen  | 27    | 0      |